# Francesco Verasis Asinari
Francesco Verasis Asinari, IX conte di Costigliole d'Asti e VI conte di Castiglione (Torino, 9 aprile 1826 – Nichelino, 30 maggio 1867), è stato un nobile, politico e militare italiano, marito della celebre Virginia Oldoini, contessa di Castiglione.

## Biografia
Figlio di Vittorio Luigi (Torino, 11 luglio 1771 - Torino, 23 ottobre 1839), gran maestro di cerimonie durante il regno di Carlo Alberto di Savoia e Vittoria Martini di Cigala (1797 - 1844), rimasto orfano in tenera età venne affidato a Camillo Benso, conte di Cavour, che divenne il suo tutore.
Nel pieno della prima guerra d'indipendenza italiana sposò Francesca Trotti di Santa Giulietta (Pavia, 17 agosto 1828 - Torino, 11 luglio 1851), che l'anno dopo gli diede un figlio, Luigi Vittorio, che morì prematuramente. La stessa Francesca morì poi nel 1851 a soli 22 anni. Rimasto vedovo all'età di appena 25 anni si risposò nel 1854 presso la Cattedrale di Santa Maria del Fiore a Firenze con Virginia Oldoini, che assunse il titolo di Contessa di Castiglione. Nel frattempo a corte ottenne ruoli via via più importanti, candidato alla camera nel collegio elettorale del suocero fu poi dichiarato decaduto in seguito ad un’indagine per voto di scambio fu’ primo scudiero del Re Vittorio Emanuele II.
Dalla neo contessa di Castiglione ebbe un figlio, Giorgio, nato l'anno successivo al matrimonio. Con la contessa non fu un matrimonio felice: lei, una della donne più belle del tempo, non lo amava e lo sposò rassegnata al volere della famiglia, entusiasta di legarsi ad un'antica casa nobiliare piemontese. Dal matrimonio la contessa ottenne, oltre al titolo nobiliare, un ingente patrimonio da spendere e la libertà di muoversi in società. Il 25 dicembre 1855 Francesco si trasferì con la moglie a Parigi per svolgere compiti diplomatici, anche se in realtà il vero motivo del trasferimento (architettato dal conte di Cavour con l'assenso del Re) riguardava Virginia: a lei il compito di sedurre Napoleone III di Francia. Il conte, capite le intenzioni, già a maggio 1856 fece ritorno col figlio alla corte di Torino e l'anno successivo si separò definitivamente dalla moglie.
Durante il 1857 venne eletto deputato nella VI legislatura del Regno di Sardegna, nel seggio elettorale appartenuto in precedenza al suocero Filippo Oldoini ma nel 1860 la sua elezione nel collegio de La Spezia  venne annullata per "vizio di corruzione e pressione religiosa" alcuni cittadini di Pitelli furono corrotti dal parroco di Arcola in cambio di denari 
Il 30 maggio 1867, a Stupinigi a Nichelino, morì per una caduta da cavallo. Il figlio Giorgio, cresciuto lontano dalla madre, gli sopravvisse 12 anni, morendo ad appena 24 anni di vaiolo.